# Gare de Chilliwack
La gare de Chilliwack dans la ville de Chilliwack en Colombie-Britannique est desservie par Via Rail Canada. C'est une gare sans personnel. Il y a trois trains par semaine, dans chaque direction.